# Fournet-Blancheroche
Fournet-Blancheroche is een gemeente in het Franse departement Doubs (regio Bourgogne-Franche-Comté) en telt 256 inwoners (1999). De plaats maakt deel uit van het arrondissement Montbéliard.

## Geografie
De oppervlakte van Fournet-Blancheroche bedraagt 13,2 km², de bevolkingsdichtheid is 19,4 inwoners per km². De gemeente grenst in het zuiden aan Zwitserland.

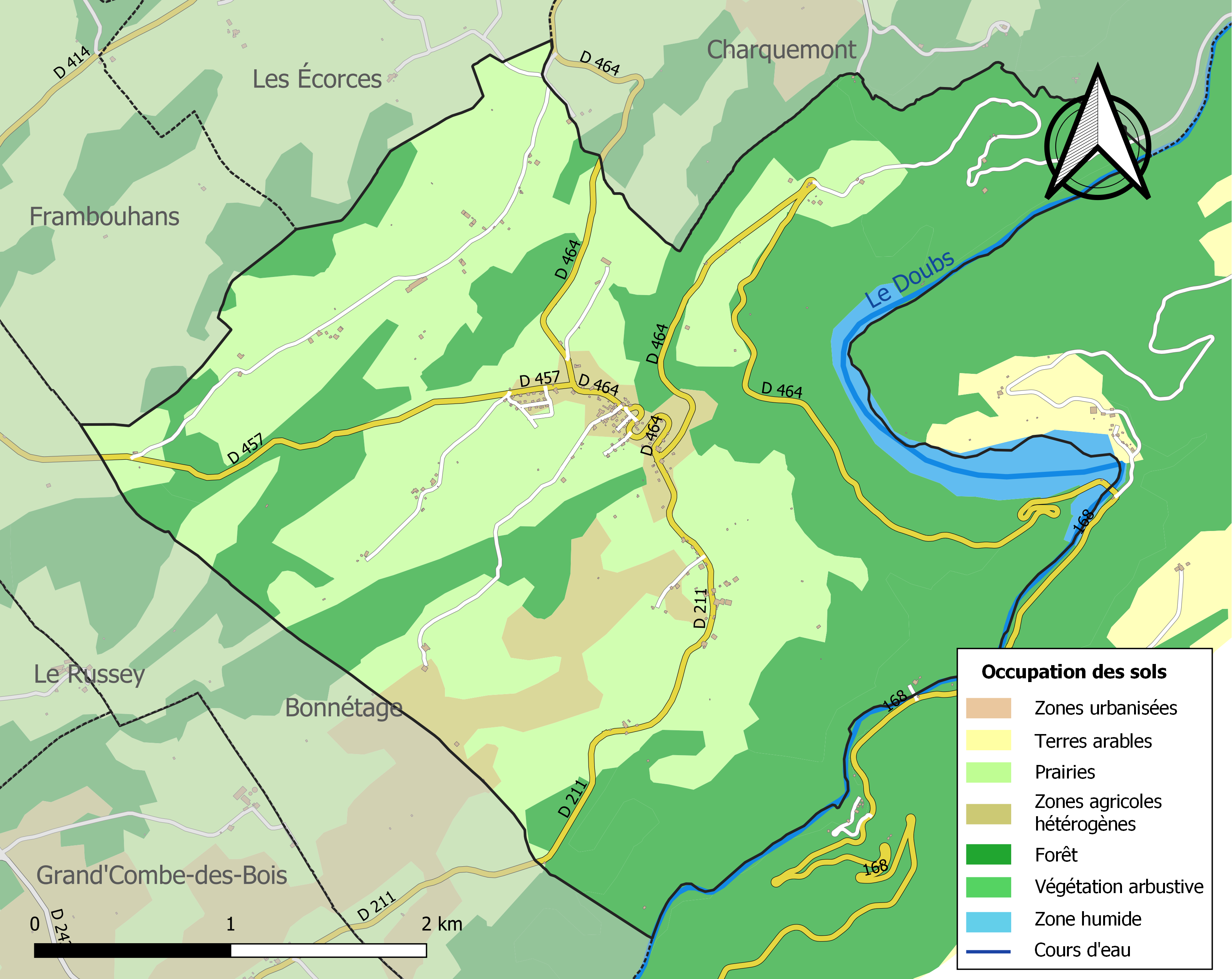
Kaart van de gemeente met de belangrijkste infrastructuur, bodemgebruik en omliggende gemeenten

## Demografie
Onderstaande figuur toont het verloop van het inwonertal (bron: INSEE-tellingen).